# Girls in Tech
Girls in Tech (Chicas en Tecnología, en español) es una organización sin ánimo de lucro global centrada en el compromiso, educación, y empoderamiento de las mujeres en la tecnología. Fundada en 2007 por Adriana Gascoigne, la organización ha crecido desde San Francisco a más de 50 organizaciones afiliadas localizadas en América del Norte, Europa, Asia, Oriente Medio, África, y América del Sur.

## Historia
- En febrero de 2007, Gascoigne lanzó Girls in Tech en San Francisco, después de notar que era una  de las pocas mujeres en su compañía tecnológica.[4]
- En julio de 2008, sale la segunda organización de Girls in Tech en Los Ángeles.[5]
- En diciembre de 2008, surge Girls in Tech en Nueva York.[6]
- En enero de 2009, surge la primera organización internacional de Girls in Tech en Londres, simultáneamente con asociaciones nuevas en Austin, Boston, y Portland.[7]
- En abril de 2015, en una conferencia de Girsl in Tech en Phoenix, Tania Katan introdujo "Nunca Fue un Vestido", que reimaginó el símbolo genérico para una mujer en los carteles de baños públicos como una capa en vez de un vestido.[8]
- En julio de 2015,  había 47 organizaciones alrededor del mundo.[3]
- En enero de 2016, ESPN Mujeres se alió con Girls in Tech para un Hackathon anterior a la Super Bowl.[9]
- En mayo de 2016, Girls in Tech se alió con Traction Labs para ofrecer espacio de oficina gratuito en San Francisco a emprendedoras y personas pertenecientes a minorías.[10]

## Programas
Girls in Tech ha creado un número de programas para aumentar el número de las mujeres que trabajan en tecnología, incluyendo Aula Global, una plataforma de aprendizaje en línea que proporciona acceso a recursos y cursos en línea para mejorar el conocimiento en campos relacionados con STEM. Otros programas incluyen la compretición de presentación de ideas de negocio, mentoreo, y ofertas de trabajo de la tecnología, entre otros.